# Oleksandr Ponomar'ov
Oleksandr Valerijovyč Ponomar'ov (in ucraino Олександр Валерійович Пономарьов?; Chmel'nyc'kyj, 9 agosto 1973) è un cantante e musicista ucraino.
Fra i più importanti ed apprezzati cantanti in Ucraina, è stato nominato per sette volte Cantante dell'anno.
La sua carriera artistica inizia nel 1992, prendendo parte a numerosi concorsi nazionali Nel 1997 viene premiato dal governo ucraino come Artista Onorario d'Ucraina.
Viene conosciuto al livello internazionale dopo la partecipazione all'Eurovision Song Contest 2003 di Riga con la canzone, cantata in lingua inglese, Hasta la vista.

## Discografia
- 1996 – Z ranku do noči
- 1997 – Perša i ostannja ljubov
- 2000 – Vin
- 2001 – Vona
- 2004 – Krašče
- 2006 – Ja ljublju tilky tebe
- 2006 – Z ranku do noči
- 2006 – Perša i ostannja ljubov
- 2007 – Golden Hits
- 2007 – Ničen'koju